# أفيلينو (مقاطعة)

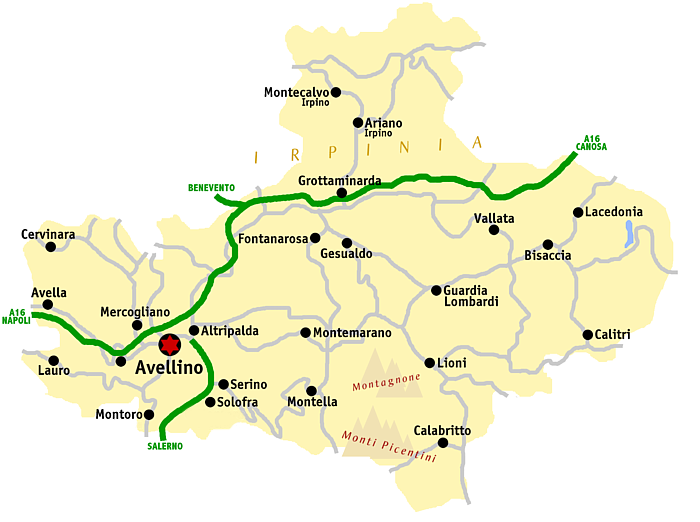
خريطة مقاطعة أفيلينو

مقاطعة أبلينة أو أفِلينو أو (نقحرة: أفيلينو) (بالإيطالية: Provincia di Avellino)‏، مقاطعة في إقليم كمبانية بجنوب إيطاليا عاصمتها مدينة أبلينة، سكانها 437.560 نسمة ومساحتها 2792 كيلومتر مربع وبها 119 مدينة بلدة وقرية، يحدها من الشمال الغربي مقاطعة بنبنت، ومن الشمال الشرقي إقليم بولية عند مقاطعة فُدجة، ومن الجنوب الشرقي إقليم بزِلكاتة عند مقاطعة بُتِنسة، ومن الجنوب مقاطعة سلرنو، ومن الغرب مقاطعة نابُل.
- أهم مدنها بعد العاصمة أبلينة مدينة أريانو إربينو Ariano Irpino ذات 23.330 ساكن.